# 지중해 해전 (제2차 세계 대전)
지중해 해전은 1940년 6월 10일부터 1945년 5월 2일 지중해에서 벌어진 여러 전투들을 망라하는 전투이다. 추축국인 이탈리아 왕국과 나치 독일이 영국과 미국을 비롯한 연합군의 해군과 맞서 지중해에서 여러 차례 각축전을 벌였다. 1940년 해전이 시작되었을 때, 이탈리아를 제외한 지중해의 제해권은 연합군이 쥐고 있었다. 서부는 프랑스 해군이, 동부는 그리스 왕국, 유고슬라비아 왕국과 영국 및 이들의 식민지가 추축국의 해상 진출을 막고 있었다.
1940년대 독일군이 해전에 개입하고, 프랑스가 독일에 항복하면서 연합군은 지중해의 해상권을 유지하기 위해 노력했다. 이후 추축국은 발칸 반도로 진출해 그리스 왕국과 유고슬라비아 왕국을 추축국의 점령지로 만들었고, 영국을 비롯한 나머지 연합군은 몰타나 크레타섬, 도데카니사 제도, 키프로스와 같은 지중해의 남아있는 연합군 거점들을 방어하고자 했다.

## 같이 보기
- 제2차 세계 대전 기간 영국의 군사사
- 분류:제2차 세계 대전의 미국 군함
- 이탈리아 왕국 해군